# Panca (geslacht)
Panca is een geslacht van vlinders in de familie dikkopjes (Hesperiidae). De wetenschappelijke naam van het geslacht is voor het eerst geldig gepubliceerd in 1955 door William Harry Evans.

## Soorten
De volgende soorten zijn bij het geslacht ingedeeld:
- Panca moseri Dolibaina, Carneiro & O. Mielke, 2017
- Panca subpunctuli (Hayward, 1934)